# リューター

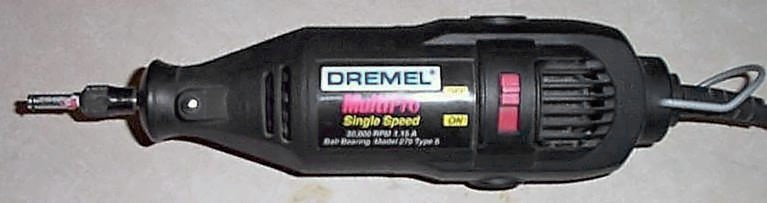
ドレメル・マルチプロ（キット）3955

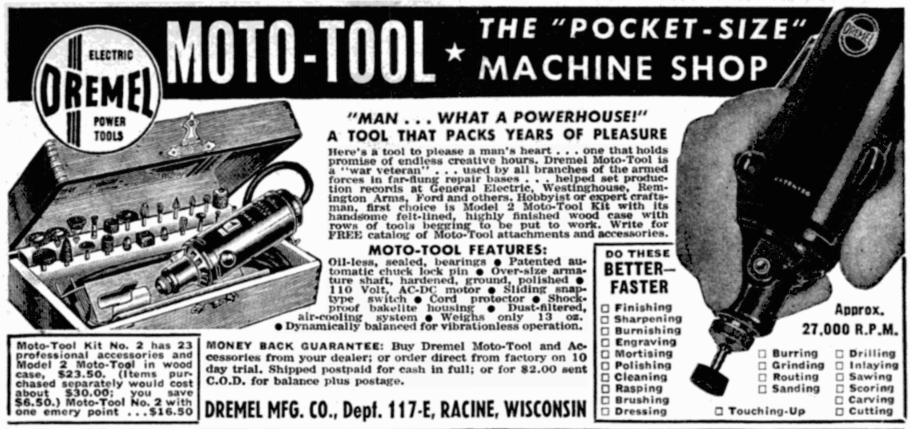
1947年ドレメル 「モートツール」の広告

リューター(Leutor)とは、日本精密機械工作株式会社が製造する電動切削工具のブランド名、またはその製品群のうちのハンドグラインダーに類似した精密グラインダーを指す一般名称である。ルータと呼称される場合もあるが、ルータ (工具)(Router)との区別のため本項ではリューターで統一する。

## 名称
1938年に時計やカメラの精密部品のメーカーとして設立した日本精密機械工作株式会社が、1954年に開発したハンドグラインダーに「リューター2型」と名付けたのが始まりとされる。リューターと言う名前は同社の創業者の名前伊藤「龍太郎」にちなんで命名された。現在ではハンドグラインダーのほか、超音波研磨装置や精密卓上ボール盤も、このブランドの一製品として製造されている。
細身で握りやすいハンドグラインダーは、彫金や木彫、模型製作、ネイルアート、グラスリッツェン（ガラス工芸）などの専門業者やホビー愛好家の間で重宝され、「リューター」は一般名詞化した。
日本精密機械工作株式会社は「リューター」をブランドと宣言し、商標登録を1993年に出願して1996年に登録第3162001号「Leutor」（呼称、ルーター／国際分類7類・金属加工機械器具）の英語表示で登録されている。類似の精密グラインダーを商品化しているメーカーとそれぞれの商品名は次の通りである。
- 1977年設立[6]のドイツPROXXON（プロクソン）は、「ロータリーツール」[7]
- 1932年設立[8]のアメリカDREMEL（ドレメル）は、1945年頃[9]より開発し商品名を「モートツール」[10]から「マルチプロ」へと変え、現在「ハイスピードロータリーツール」としている[11]。
- Mr.Meisterは、「ハンドピースグラインダー」
- 京セラインダストリアルツールズは、「ホビールータ」[12]
- ミニターは、「ミニモ ハンドピース」
- アルゴファイルジャパンは、「マイクロモーターシステム」

## 特徴
一般に、リューターは約5,000から約35,000回転／分(rpm)の固定回転速度または無段階変速で回転し、コレットによるチャック装置で各種先端工具を保持する。
主な先端工具によりできる加工内容は次の通りである。
- 彫刻カッター    非鉄金属、木工の溝加工、穴加工
- 軸付砥石        研磨、バリ取り、面取り加工、サビ取り
- 研磨ホイール・研磨チップ    ツヤ出し、鏡面仕上げ
- 剛毛ブラシ      宝飾品、精密機械の磨き・クリーニング
- ワイヤーブラシ  錆取り、表面クリーニング
- ドリルビット    木材や革細工などの穴加工
- 切断砥石        木工、ガラス、プラスチック、針金等の切断

本来のブランドであるリューターは電動工具の製品群であるが、モーターの代わりに圧搾空気を動力源としたものを「エアリューター」と呼ぶ例もある。